# 피쿰체큰귀쥐
피쿰체큰귀쥐(Loxodontomys pikumche)는 비단털쥐과에 속하는 설치류이다. 칠레 중부 지역에서만 알려져 있으며, 건조 관목 지대(칠레 마토럴)에서 서식한다.